# Henry Palomino
Henry Palomino (Maracaibo, Estado Zulia, Venezuela; 10 de febrero de 1983) es un exfutbolista venezolano que jugaba como centrocampista y su último equipo fue el Deportivo JBL del Zulia de la Segunda División de Venezuela.

## Palmarés

### Campeonato Nacionales
| Título          | Club     | País      | Año  |
| --------------- | -------- | --------- | ---- |
| Copa Venezuela  | Zulia FC | Venezuela | 2016 |
| Torneo Clausura | Zulia FC | Venezuela | 2016 |